# Deadache
Deadache je četvrti album grupe Lordi, objavljen krajem 2008. godine. Kao i uvek, pre izdavanja albuma bend je obnovio svoje kostime. Prvi singl, „Bite It Like A Bulldog“ objavljen je 3. septembra 2008. godine. Na ovom albumu Lordi imaju melodičniji zvuk u odnosu na prethodne, i uključuje vise horor tema nego prethodni. U pesmi „Missing Miss Charlene“ pojavljuje se dečji hor. To je hor u kome je pevao Mr. Lordi kada je imao 12 godina i taj deo snimljen je jos 1986. godine. Deo pesme „The Devil Hides Behind Her Smile“ u kome se pojavljuje zvuk orgulja uzet je iz čuvene pesme „The Phantom Of The Opera“.

## Spisak pesama
1. "Scarctic Circle Gathering IV" - 0:42
2. "Girls Go Chopping" - 4:02
3. "Bite It Like a Bulldog" - 3:29
4. "Monsters Keep Me Company" - 5:28
5. "Man Skin Boots" - 3:42
6. "Dr. Sin Is In" - 3:37
7. "The Ghosts of the Heceta Head" - 3:48
8. "Evilyn" - 4:00
9. "The Rebirth of the Countess" - 1:59
10. "Raise Hell in Heaven" - 3:32
11. "Deadache" - 3:28
12. "The Devil Hides Behind Her Smile" - 4:12
13. "Missing Miss Charlene" - 5:10

## Bonus pesme
1. „Dead Bugs Bite“ (iTunes verzija) - 3:48
2. „Hate at First Sight“ (Digipak verzija) - 3:33
3. „The House (Without a Name)“ (Finska verzija) - 4:15
4. „Where's the Dragon“ (Japanska verzija) - 3:01
5. „Beast Loose in Paradise“ (Japanska verzija) - 3:10

Pesma „The House (Without a Name)“ koja je objavljena u finskom izdanju albuma je obrada pesme „The House Without a Name“ finske grupe Dingo.

## Japanski bonus DVD
Bonus DVD verzija Deadache-a izdata je u Japanu u maju 2008. godine, i sadrži sledeće spotove:
- „Would You Love a Monsterman?“ (2002)
- „Devil Is a Loser“ (2003)
- „Blood Red Sandman“ (2004)
- „Hard Rock Hallelujah“ (2006)
- „Who's Your Daddy?“ (2006)
- „Would You Love a Monsterman 2006“ (2006)
- „It Snows in Hell“ (2006)
- „Bite It Like a Bulldog“ (2008)

## Članovi benda
- Mr. Lordi - Vokal
- Amen - Gitara, Prateći vokal
- OX - Bas gitara, Prateći vokal
- Awa - Klavijature, Prateći vokal
- Kita - Bubnjevi, Prateći vokal